# Atletica leggera alla XXIX Universiade - Lancio del martello maschile
Il lancio del martello maschile alla XXIX Universiade si è svolto dal 23 al 24 agosto 2017.

## Podio
| Oro     | Paweł Fajdek Polonia       |
| Argento | Pavel Bareisha Bielorussia |
| Bronzo  | Serghei Marghiev Romania   |

## Risultati

### Qualificazioni
Si qualificano alla finale gli atleti che lanciano 60,00 m Q o le dodici migliori misure q.
| Posizione | Gruppo | Atleta                 | Nationalità   | #1    | #2    | #3    | Risultato | Note |
| --------- | ------ | ---------------------- | ------------- | ----- | ----- | ----- | --------- | ---- |
| 1         | A      | Serghei Marghiev       | Moldavia      | 72.59 |       |       | 72.59     | Q    |
| 2         | A      | Bence Halász           | Ungheria      | 71.29 |       |       | 71.29     | Q    |
| 3         | A      | Diego del Real         | Messico       | 70.50 |       |       | 70.50     | Q    |
| 4         | B      | Özkan Baltacı          | Turchia       | 70.43 |       |       | 70.43     | Q    |
| 5         | B      | Pavel Bareisha         | Bielorussia   | 70.29 |       |       | 70.29     | Q    |
| 6         | A      | Serhii Reheda          | Ucraina       | 68.25 |       |       | 68.25     | Q    |
| 7         | B      | Paweł Fajdek           | Polonia       | 67.97 |       |       | 67.97     | Q    |
| 8         | B      | Simone Falloni         | Italia        | 67.47 |       |       | 67.47     | Q    |
| 9         | B      | Tomáš Kružliak         | Slovacchia    | 66.44 |       |       | 66.44     | Q    |
| 10        | A      | Tshepang Makhethe      | Sudafrica     | 66.39 |       |       | 66.39     | Q    |
| 11        | A      | Alexandros Poursanidis | Cipro         | x     | 65.45 |       | 65.45     | Q    |
| 12        | B      | Alexei Mikhailov       | Germania      | 64.11 |       |       | 64.11     | Q    |
| 13        | A      | Joaquín Gómez          | Argentina     | 63.33 |       |       | 63.33     | Q    |
| 14        | A      | Kunihiro Sumi          | Giappone      | 62.01 |       |       | 62.01     | Q    |
| 15        | B      | Wu Jhou-wei            | Taipei Cinese | 56.46 | 58.28 | 61.59 | 61.59     | Q    |
| 16        | A      | Daniel Aguirre         | Colombia      | x     | 61.32 |       | 61.32     | Q    |
| 17        | B      | Renaldo Frechou        | Sudafrica     | 60.84 |       |       | 60.84     | Q    |
| 18        | A      | Taj Murmann            | Danimarca     | x     | 57.96 | x     | 57.96     |      |
| 19        | B      | Singh Taranveer        | India         | 54.03 | x     | x     | 54.03     |      |
| 20        | B      | Abdurauf Musoev        | Tagikistan    | 53.01 | 51.56 | 53.38 | 53.38     |      |

### Finale
| Posizione | Nome                   | Nationalità   | #1    | #2    | #3    | #4    | #5    | #6    | Risultato | Note |
| --------- | ---------------------- | ------------- | ----- | ----- | ----- | ----- | ----- | ----- | --------- | ---- |
|           | Paweł Fajdek           | Polonia       | x     | 72.57 | 79.16 | 77.34 | x     | x     | 79.16     |      |
|           | Pavel Bareisha         | Bielorussia   | 68.89 | x     | 71.75 | x     | 77.98 | 73.59 | 77.98     |      |
|           | Serghei Marghiev       | Moldavia      | 74.64 | 74.98 | 73.61 | x     | x     | 73.78 | 74.98     |      |
| 4         | Bence Halász           | Ungheria      | 70.76 | 70.40 | 73.79 | x     | x     | 73.73 | 73.79     |      |
| 5         | Özkan Baltacı          | Turchia       | 72.65 | 71.95 | 73.58 | 72.85 | x     | x     | 73.58     |      |
| 6         | Simone Falloni         | Italia        | 71.75 | 70.74 | 72.18 | x     | 73.24 | 70.83 | 73.24     |      |
| 7         | Serhii Reheda          | Ucraina       | 70.34 | x     | x     | x     | 69.16 | x     | 70.34     |      |
| 8         | Tshepang Makhethe      | Sudafrica     | 67.59 | 69.62 | x     | 69.77 | 69.39 | 68.00 | 69.77     |      |
| 9         | Joaquín Gómez          | Argentina     | x     | 66.17 | 69.49 |       |       |       | 69.49     |      |
| 10        | Alexei Mikhailov       | Germania      | 69.07 | x     | x     |       |       |       | 69.07     |      |
| 11        | Tomáš Kružliak         | Slovacchia    | 66.60 | 66.19 | 65.84 |       |       |       | 66.60     |      |
| 12        | Renaldo Frechou        | Sudafrica     | x     | 64.14 | 58.14 |       |       |       | 64.14     |      |
| 13        | Kunihiro Sumi          | Giappone      | 64.00 | x     | 62.25 |       |       |       | 64.00     |      |
| 14        | Daniel Aguirre         | Colombia      | x     | 59.96 | x     |       |       |       | 59.96     |      |
| 15        | Wu Jhou-wei            | Taipei Cinese | 59.51 | 57.78 | x     |       |       |       | 59.51     |      |
|           | Diego del Real         | Messico       | x     | x     | x     |       |       |       | NM        |      |
|           | Alexandros Poursanidis | Cipro         | x     | x     | x     |       |       |       | NM        |      |